# Бруннове зачеплення

Це зачеплення з чотирьох компонент бруннове.

Бруннове зачеплення з шістьма компонентами.

В теорії вузлів бруннове зачеплення — це нетривіальне зачеплення, яке розпадається при видаленні будь-якої з компонент. Іншими словами, розрізування будь-якого (топологічного) кільця розчіплює всі інші кільця (отже, жодні два з кілець не зчеплені, як у зачепленні Гопфа).
Брунновими такі зачеплення названо на честь Германа Брунна, який у статті 1892 року Über Verkettung навів їх приклади.

## Приклади

Кільця Борромео є найпростішим брунновим зачепленням.

Найвідомішим і найпростішим брунновим зачепленням є кільця Борромео — зачеплення трьох кілець. Однак для будь-якого числа, починаючи з трьох, існує нескінченне число бруннових зачеплень, що містить таке число кілець. Існує декілька відносно простих зачеплень з трьох компонент, які не еквівалентні кільцям Борромео:

Зачеплення з 12 перетинами.
Зачеплення з 18 перетинами.
Зачеплення з 24 перетинами.

Найпростіше бруннове зачеплення, відмінне від кілець Борромео (які мають 6 перетинів), напевно, зачеплення L10a140 з 10 перетинами.
Приклад n-компонентного бруннового зачеплення — це бруннове зачеплення «гумових кілець», де кожна компонента охоплює попередню за схемою aba−1b−1 і останнє кільце зачіпляється за перше, утворюючи цикл.

## Класифікація
Бруннові зачеплення описав з точністю до гомотопії Джон Мілнор у статті 1954 року, і інваріанти, запроваджені ним, тепер називаються інваріантами Мілнора
(n + 1)-компонентне зачеплення можна розуміти як елемент групи зачеплення n незачеплених компонент (група зачеплення в цьому випадку є фундаментальною групою доповнення зачеплення). Група зачеплення n незачеплених компонент є вільним добутком n твірних, тобто вільною групою Fn.
Не будь-який елемент групи Fn породжує бруннове зачеплення. Мілнор показав, що група елементів, відповідних брунновим зачепленням, пов'язана з градуйованою алгеброю Лі нижнього центрального ряду вільної групи, і її можна розуміти як «співвідношення» у вільній алгебрі Лі.

### Добутки Массі
Бруннові зачеплення можна розуміти зо допомогою добутків Массі: добуток Массі — це n-членний добуток, який визначений тільки якщо всі (n − 1)-членні добутки перетворюються на нуль. Це відповідає властивості бруннового зачеплення, в якому всі набори з (n − 1) компонент не зчеплені, але всі n компонент разом утворюють нетривіальне зачеплення.

## Бруннові коси

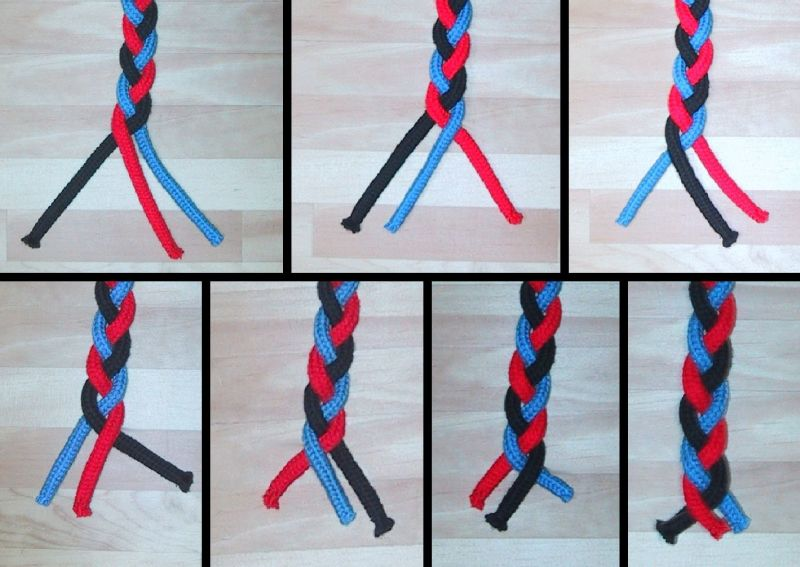
Звичайна коса є брунновою — після видалення чорної нитки синя опиняється над червоною так, що вони виявляються розчепленими. Те саме відбувається після видалення інших ниток.

Бруннова коса — це коса, яка стає тривіальною після видалення будь-якої з її ниток. Бруннові коси утворюють підгрупу в групі кіс. Бруннові коси на сфері, які не є брунновими на (плоскому) крузі, дають нетривіальні елементи в групах гомотопій сфери. Наприклад, «стандартна» коса, відповідна кільцям Борромео, дає розшарування Гопфа S3 → S2, і продовження такого плетива також дає бруннову косу.

## Приклади з реального світу
Багато головоломок на розплутування та деякі механічні головоломки є варіантами бруннових зачеплень, і їх метою є звільнення якогось елемента, частково пов'язаного з іншою частиною головоломки.
Бруннові ланцюжки використовуються для створення декоративних прикрас з гумових кілець за допомогою пристроїв типу Wonder Loom або Rainbow Loom.